# Tarantula
"Tarantula" är en låt av den amerikanska rockgruppen The Smashing Pumpkins, utgiven som den första singeln från deras sjunde studioalbum Zeitgeist den 2 juli 2007. Den skrevs av frontfiguren Billy Corgan och var gruppens första singel sedan återföreningen 2006.
På singeln finns även låten "Death from Above" som b-sida. Omslaget till singeln är en bild på Paris Hilton, som håller i en Blackberry med omslaget till Zeitgeist på skärmen. Musikvideon regisserades av P. R. Brown.
Låten återfinns i spelen Tony Hawk's Proving Ground och Guitar Hero On Tour: Decades.

## Bakgrund
Under en konsert i Berlin den 5 juni nämnde Billy Corgan att låttiteln "Tarantula" är en hyllning till det tyska rockbandet Scorpions, med vilka Corgan nyligen hade samarbetat med på Scorpions-låten "The Cross". Corgan och Chamberlin menar att låten är en kulmination av musik som de lyssnat på hela under hela livet, i synnerhet Scorpions och UFO.

## Låtlista
Låtarna skrivna av Billy Corgan.
1. "Tarantula" – 3:51
2. "Death from Above" – 4:06
3. "Zeitgeist" – 2:49 (bonuslåt på nederländsk CD-singel)

## Medverkande
The Smashing Pumpkins
- Billy Corgan – sång, gitarr, bas, producent
- Jimmy Chamberlin – trummor, producent

Övriga
- Roy Thomas Baker – ytterligare produktion
- Bjorn Thorsrud – inspelning

## Listplaceringar
| Lista (2007)                        | Högsta position |
| ----------------------------------- | --------------- |
| Belgien (Ultratop)                  | 50              |
| Danmark (Tracklisten)               | 14              |
| Kanada Hot Canadian Digital Singles | 44              |
| Storbritannien (UK Singles Chart)   | 59              |
| USA Billboard Hot 100               | 6               |
| USA Hot Digital Songs               | 44              |
| USA Mainstream Rock                 | 6               |
| USA Modern Rock Tracks              | 2               |
| USA Pop 100                         | 81              |